# كأس اليونان
كأس اليونان لكرة القدم (باليونانية: Κύπελλο Ελλάδος Ποδοσφαίρου)، والمعروفة باسم كأس اليونان، هي مسابقة كرة قدم يونانية، يديرها وينظمها الاتحاد اليوناني لكرة القدم. تعتبر مسابقة كأس اليونان ثاني أهم حدث رياضي محلي لكرة القدم للرجال بعد الدوري اليوناني. الجهة المنظمة للمؤسسة هي الاتحاد اليوناني لكرة القدم. منذ إنشائها عام 1931، أُقيمت 83 مرة، وتُوج الفائز بالكأس في 82 مناسبة. باستثناء مباراة نهائي عام 1962 هي المناسبة الوحيدة التي لم يُتوّج فيها أي بطل. يعتبر نادي أولمبياكوس هو النادي الأكثر نجاحًا، حيث وصل إلى النهائي 43 مرة وفاز باللقب 29 مرة.
يعتبر نهائي كأس اليونان 2009، بين أولمبياكوس وأيك أثينا إحدى المباريات التاريخية في البطولة (نتيجة المباراة 3-3 في الوقت الأصلي، 4-4 بعد الوقت الإضافي، وانتهت المباراة بنتيجة 15-14 بركلات الترجيح).

## التاريخ
انطلقت بطولة كأس اليونان تحت تنظيم الاتحاد اليوناني لكرة القدم عام 1931. كان المشاركة في مسابقة كأس اليونان في بداياتها اختيارية. وتُجرى مباريات بين الفرق دون قرعة. تم لاحقا تطوير المسابقة، بحيث تم تنظيمها بأُجرى قرعة وأُضيفت إليها مباريات ذهاب وإياب. لم تُحتسب مشاركة أولمبياكوس وباناثينايكوس في نهائي عام 1962 التي حضورًا لكليهما، نظرًا لتوقف المباراة بسبب الظلام في الوقت الإضافي، ونظرًا للحوادث بين لاعبي الفريقين، والأحداث في المدرجات، والتأخير الكبير، والاشتباه في أن كل هذا كان مُتعمدًا لإعادة المباراة وتحقيق أرباح أكبر، قرر مجلس الاتحاد اليوناني لكرة القدم معاقبة الاتحاد اليوناني لكرة القدم بتوبيخ، ومنع إعادة المباراة كعقوبة لكلا الفريقين. حتى عام 1964 كان تم تنظيم المسابقة في حال استمرار التعادل في النتيجة بعد لعب الوقت الإضافي، أن يلعب الفريقان مباراة إعادة. في ذات العام وأثناء مواجهة نادي بين باناثينايكوس وأولمبياكوس في نصف النهائي كأس اليونان واستمرار حالة التعادل بين الفريقين بهدف لكل فريق، اقتحم مشجعو كلا الفريقين الملعب، وألحقوا أضرارًا بملعب كرة القدم، مع اعتقاد أنه سيتم انهاء المباراة بالتعادل من أجل إعادتها لأسباب مالية. نتيجة حالة الفوضى تم طُرد كلا الفريقين من المسابقة، بوصول أيك أثينا كطرف وحيد للنهائي، دون لعب المباراة النهائية. في ذلك الوقت لم يتم منح اللقب، ولكن بعد سنوات عديدة اعترف الاتحاد اليوناني لكرة القدم بهذه الكأس لفريق أيك أثينا. كما فاز أيك أثينا بطريقة مماثلة عندما لم يصل أولمبياكوس إلى النهائي في عام 1966.
في عام 1965، طُبقت قاعدة جديدة، لتحديد أنه إذا لم تُحسم المباراة حتى بعد الوقت الإضافي، فسيتم تحديد الفائز عن طريق قرعة عملة معدنية. فاز باناثينايكوس بهذه الطريقة في نهائي عام 1969 ضد أولمبياكوس. طُبقت بعد ذلك قاعدة تنفيذ ركلات الترجيح. حتى عام 1971 سمح لجميع الفرق من أنحاء البلاد سواء كانت محترفة وفرق هواة بالمشاركة في المسابقة، بحيث يلعب كل فريق في البداية ضد أندية منطقته، ثم يواصل الفرق الفائزة لبمشاركة في مسابقة وطنية. نتيجةً لذلك التقت فرق محترفة قوية مع فرق محلية للهواة، متغلبةً عليها بنتائج عالية؛ ولا يزال فوز أبولون أثينا على باو نياس ميلاندياس بنتيجة 23 هدف دون مقابل في 23 سبتمبر 1959 رقمًا قياسيًا في كأس اليونان، منذ عام 1971 يُسمح فقط للفرق من الدوريات المحترفة بالمشاركة، بينما تشارك أندية الهواة في كأس الهواة.
تم احداث تغير في التنظيم في عامي 1991 و1992، حيث أقيمت النهائيات من مباراتين ذهابًا وإيابًا. تم إعادة تنظيم مسابقة كأس اليونان بالكامل اعتبارًا من موسم 2025-26. يتضمن الشكل الجديد للمسابقة جولات تأهيلية، ومرحلة دوري، وربع نهائي من مباراة واحدة (وليس مباراتين ذهابًا وإيابًا). كما لن تشارك الفرق الفائزة بكأس الاتحاد اليوناني الأقليمية لكرة القدم، وتقتصر المشاركة على فرق دوري الدرجة الأولى ودوري الدرجة الثانية.

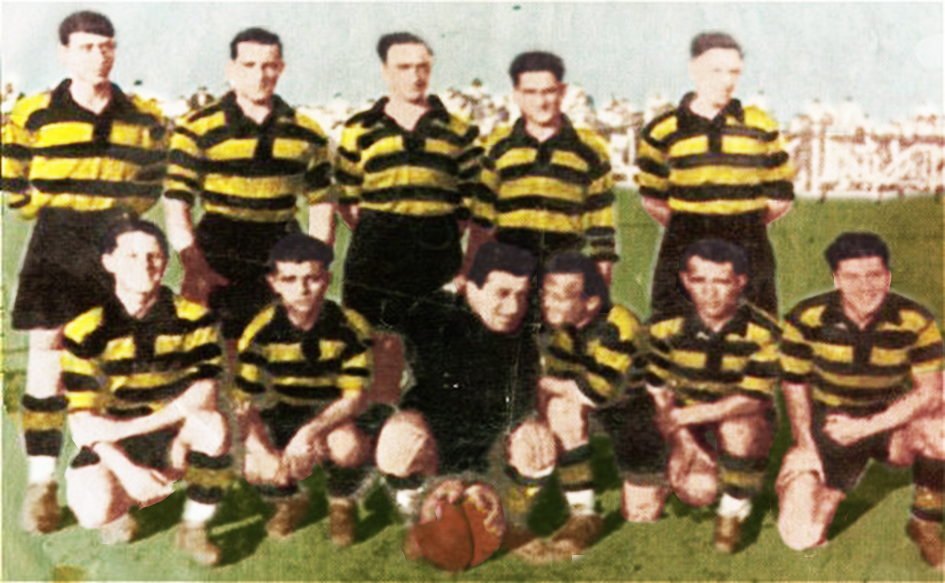
فاز فريق أيك أثينا بكأس الاتحاد اليوناني لكرة القدم الأولى في 1932.

## أبطال الكؤوس
فاز 11 ناديًا بكأس اليونان.
- 1931–32: أيك أثينا (1)
- 1932–33: إثنيكوس (1)
- 1938–39: أيك أثينا (2)
- 1939–40: باناثينايكوس (1)
- 1946–47: أولمبياكوس (1)
- 1947–48: باناثينايكوس (2)
- 1948–49: أيك أثينا (3)
- 1949–50: أيك أثينا (4)
- 1950–51: أولمبياكوس (2)
- 1951–52: أولمبياكوس (3)
- 1952–53: أولمبياكوس (4)
- 1953–54: أولمبياكوس (5)
- 1954–55: باناثينايكوس (3)
- 1955–56: أيك أثينا (5)
- 1956–57: أولمبياكوس (6)
- 1957–58: أولمبياكوس (7)
- 1958–59: أولمبياكوس (8)
- 1959–60: أولمبياكوس (9)
- 1960–61: أولمبياكوس (10)
- 1961–62:  ألغيت
- 1962–63: أولمبياكوس (11)
- 1963–64: أيك أثينا (6)
- 1964–65: أولمبياكوس (12)
- 1965–66: أيك أثينا (7)
- 1966–67: باناثينايكوس (4)
- 1967–68: أولمبياكوس (13)
- 1968–69: باناثينايكوس (5)
- 1969–70: آريس (1)
- 1970–71: أولمبياكوس (14)
- 1971–72: باوك (1)
- 1972–73: أولمبياكوس (15)
- 1973–74: باوك (2)
- 1974–75: أولمبياكوس (16)
- 1975–76: إيراكليس (1)
- 1976–77: باناثينايكوس (6)
- 1977–78: أيك أثينا (8)
- 1978–79: بانيونيوس (1)
- 1979–80: كاستوريا (1)
- 1980–81: أولمبياكوس (17)
- 1981–82: باناثينايكوس (7)
- 1982–83: أيك أثينا (9)
- 1983–84: باناثينايكوس (8)
- 1984–85: نادي لاريسا (1)
- 1985–86: باناثينايكوس (9)
- 1986–87: أوفي كريت (1)
- 1987–88: باناثينايكوس (10)
- 1988–89: باناثينايكوس (11)
- 1989–90: أولمبياكوس (18)
- 2990–91: باناثينايكوس (12)
- 1991–92: أولمبياكوس (19)
- 1992–93: باناثينايكوس (13)
- 1993–94: باناثينايكوس (14)
- 1994–95: باناثينايكوس (15)
- 1995–96: أيك أثينا (10)
- 1996–97: أيك أثينا (11)
- 1997–98: بانيونيوس (2)
- 1998–99: أولمبياكوس (20)
- 1999–00: أيك أثينا (12)
- 2000–01: باوك (3)
- 2001–02: أيك أثينا (13)
- 2002–03: باوك (4)
- 2003–04: باناثينايكوس (16)
- 2004–05: أولمبياكوس (21)
- 2005–06: أولمبياكوس (22)
- 2006–07: نادي لاريسا (2)
- 2007–08: أولمبياكوس (23)
- 2008–09: أولمبياكوس (24)
- 2009–10: باناثينايكوس (17)
- 2010–11: أيك أثينا (14)
- 2011–12: أولمبياكوس (25)
- 2012–13: أولمبياكوس (26)
- 2013–14: باناثينايكوس (18)
- 2014–15: أولمبياكوس (27)
- 2015–16: أيك أثينا (15)
- 2016–17: باوك (5)
- 2017–18: باوك (6)
- 2018–19: باوك (7)
- 2019–20: أولمبياكوس (28)
- 2020–21: باوك (8)
- 2021–22: باناثينايكوس (19)
- 2022–23: أيك أثينا (16)
- 2023–24: باناثينايكوس (20)
- 2024–25: أولمبياكوس (29)

ملاحظات:

• في موسمي 1933-1938 و1940-1946، لم تُقام البطولة (في 1940-1941، لُعبت الجولة الأولى فقط).

• في 1961-1962، أُلغيت المباراة النهائية بين أولمبياكوس وباناثينايكوس، وحُجز الكأس.

• في 1963-1964 و1965-1966، أُلغيت المباراة النهائية.

• في 83 نسخة من البطولة، انتهت 82 نسخة منها بفوز فريق بالكأس، ولُعبت 81 نهائيات كأس اليونان (أُلغيت مباراة واحدة).

## الأنجاز حسب النادي
وصل 19 ناديًا إلى نهائي كأس اليونان.
| النادي           | البطل | الوصيف | سنوات الفوز | سنوات الوصافة                                                                            |
| ---------------- | ----- | ------ | --- | ---------------------------------------------------------------------------------------- |
| أولمبياكوس       | 29    | 13     | 1947, 1951, 1952, 1953, 1954, 1957, 1958, 1959, 1960, 1960, 1961, 1963, 1965, 1968, 1971, 1973, 1975, 1981, 1990, 1992, 1999, 2005, 2006, 2008, 2009, 2012, 2013, 2015, 2020, 2025 | 1956, 1966, 1969, 1974, 1976, 1986, 1988, 1993, 2001، 2002، 2004، 2016، 2021             |
| باناثينايكوس     | 20    | 10     | 1940, 1948, 1955, 1967, 1969, 1977, 1982, 1984, 1986, 1988, 1989, 1991, 1993, 1994, 1995, 2004, 2010, 2014, 2022, 2024                                                             | 1949, 1960, 1965, 1968, 1972, 1975, 1997, 1998, 1999, 2007                               |
| أيك أثينا        | 16    | 11     | 1932, 1939, 1949, 1950, 1956, 1964, 1966, 1978, 1983, 1996, 1997, 2000, 2002, 2011, 2016، 2023                                                                                     | 1948, 1953, 1979, 1994, 1995, 2006 ‏, 2009, 2017, 2018, 2019 ‏, 2020 ‏                      |
| باوك             | 8     | 15     | 1972, 1974, 2001, 2003, 2017, 2018, 2019 ‏, 2021 | 1939, 1951, 1955, 1970, 1971, 1973, 1977, 1978, 1981, 1983, 1985, 1992, 2014, 2022, 2023 |
| بانيونيوس        | 2     | 4      | 1979, 1998 | 1952, 1961, 1967, 1989                                                                   |
| لاريسا           | 2     | 2      | 1985, 2007 | 1982, 1984                                                                               |
| أريس             | 1     | 9      | 1970 | 1932, 1933, 1940, 1950, 2003, 2005, 2008, 2010, 2024                                     |
| إيراكليس         | 1     | 4      | 1976 | 1947, 1957, 1980, 1987                                                                   |
| أوفي             | 1     | 2      | 1987 | 1990, 2025                                                                               |
| إثنيكوس          | 1     | 0      | 1933 |                                                                                          |
| كاستوريا         | 1     | 0      | 1980 |                                                                                          |
| دوكسا دراما      | 0     | 3      | | 1954, 1958, 1959                                                                         |
| أتروميتوس        | 0     | 2      | | 2011, 2012                                                                               |
| بيريكوس          | 0     | 1      | | 1963                                                                                     |
| أثينايكوس        | 0     | 1      | | 1991                                                                                     |
| أبولون سميرني    | 0     | 1      | | 1996                                                                                     |
| يونيكوس          | 0     | 1      | | 2000                                                                                     |
| أستيراس تريبوليس | 0     | 1      | | 2013                                                                                     |
| زانثي            | 0     | 1      | | 2015                                                                                     |

1. 1 2  بالإضافة إلى هذا المجموع، أُوقفت مباراة نهائي كأس اليونان 1962 بين ناديي أولمبياكوس وباناثينايكوس في الوقت الإضافي. لم تُعاد المباراة، ولم يُعلن أي فريق فائزًا بالكأس. يُعتبر كلا الفريقين من المتأهلين للنهائي.[6]
2. ↑  تأهل للنهائي لكنه لم يشارك، حيث نال خصمه أيك أثينا الكأس.
3. 1 2 3  حصل على الكأس دون لعب النهائي.